# Longport
Longport is een plaats (borough) in de Amerikaanse staat New Jersey, en valt bestuurlijk gezien onder Atlantic County.

## Demografie
Bij de volkstelling in 2000 werd het aantal inwoners vastgesteld op 1054.
In 2006 is het aantal inwoners door het United States Census Bureau geschat op 1088, een stijging van 34 (3.2%).

## Geografie
Volgens het United States Census Bureau beslaat de plaats een oppervlakte van
4,2 km², waarvan 1,0 km² land en 3,2 km² water.

## Plaatsen in de nabije omgeving
De onderstaande figuur toont nabijgelegen plaatsen in een straal van 8 km rond Longport.